# Ofelia Huamanchumo de la Cuba
Ofelia Huamanchumo de la Cuba (geb. 1971 in Lima) ist eine peruanische Hispanistin und Schriftstellerin, die seit 2001 in München lebt und arbeitet.

## Leben
Ofelia Huamanchumo de la Cuba studierte Lingüística y Literaturas Hispánicas an der PUCP (Pontificia Universidad Católica del Perú) und Romanistik (Spanisch), Vergleichende Literaturwissenschaft (Komparatistik) und Neuere deutsche Literatur an der LMU (Ludwig-Maximilians-Universität München). 2011 wurde sie im Fach Romanistik mit der Dissertation Encomiendas y cristianización. Análisis pragmático de documentos jurídico-administrativos del Perú del siglo XVI am Lehrstuhl von Wulf Oesterreicher promoviert, im Rahmen des Projekts des SFB 573: Pluralisierung und Autorität in der Frühen Neuzeit (15. – 17. Jahrhundert), Bereich Ordnungen des Wissens, Teilprojekt B5 Neue und Alte Welt – Wissenstraditionen in der Christianisierung Amerikas. In diesem Fachgebiet hat sie zur Erforschung von Textsorten und Gattungen im juristischen, kirchlichen, historiographischen und literarischen Diskurs in Iberoamerika im 16. und 17. Jahrhundert beigetragen, durch zahlreiche Vorträge und wissenschaftliche Veröffentlichungen. Aktuell ist sie Mitglied des Instituts für Spanien, Portugal und Lateinamerika-Studien (ISLA, Universität Augsburg) und assoziierte Wissenschaftlerin des Instituto Riva Agüero (PUCP); darüber hinaus arbeitet sie mit dem Manuel-Scorza-Fonds (Projekt 14) des CRLA-Archivos (Université de Poitiers, Frankreich) zusammen, der 2022 unter der Leitung vom Jean-Marie Lassus gegründet wurde und für die Pflege des unveröffentlichten Nachlasses von Manuel Scorza zuständig ist. Bevor sie 2001 nach Deutschland kam, war sie bereits in der peruanischen Hochschullehre an der PUCP und der UDEP (Universidad de Piura) tätig; derzeit arbeitet sie im Rahmen von Aufträgen an bayerischen Universitäten. Beruflich ist sie grundsätzlich als Schriftstellerin, Dichterin und Herausgeberin tätig. Ihr literarisches Werk umfasst Lyrik- und Erzählungsbände, Romane, literarische Übersetzungen deutscher Lyrik ins Spanische und illustrierte Kinderliteratur. Seit 2015 leitet sie das redaktionelle Projekt Serie Escolares, das Multimedia-Materialien und Kinderliteratur für in Deutschland zweisprachig aufwachsende Schulkinder (Spanisch/Deutsch) erstellt. Außerdem gibt sie Café con Letra (Literatur auf handfertigen plaquettes) in München heraus, eine Hommage an das gleichnamige literarische Bulletin, das sie leitete und das in den 1990er-Jahren in Lima eigenständig als Flugblatt verbreitet wurde. Es war eine Aufgabe, die damals selten von einer Frau übernommen wurde, weshalb sie das Pseudonym melibeah verwendete. Ofelia Huamanchumo de la Cuba ist seit 2017 Beisitzerin für zwei aufeinanderfolgende Amtszeiten im Vorstand des Verbandes deutscher Schriftstellerinnen und Schriftstellern – Bayern.

## Werke (Auswahl)

### Literarisches Werk
- Por el Arte de los Quipus. Roman. Lima: Vagón Azul Editores, 2013; ISBN 978-612-46030-4-4.
- En un tiempo de mi ciudad. Erzählungen. Berlin: Epubli, 2015; ISBN 978-3-7418-1631-4.
- ‘Dias’ de un viaje. Roman. Berlin: Epubli, 2015; ISBN 978-3-7375-7302-3.
- Viejas palabras. Poesía rescatada (Lima, 1990-2000), Berlin: Epubli, 2015; ISBN 978-3-7375-6878-4.
- Elixires de Exilio. Lyrik. Illustriert von Manuela Illera. Berlin: Epubli, 2016; ISBN 978-3-7418-1327-6.
- Insilio Poético (Autodestierro, 2001-2021). Lyrik. Berlin: Epubli, 2021;  ISBN 978-3-7549-1169-3.
- Alleine. Erzählband. München: Epubli, 2022; ISBN 978-3-7565-3270-4.
- Urbes Textuales. Kurzprosa. München: Epubli, 2023; ISBN 978-3-7584-3226-2.
- Nachtschichten. Erzählungen. Illustriert von Larissa Martins Gerich. Augsburg: Maro Verlag, 2025; ISBN 978-3-87512-679-2.

### Hispanistik
- Encomiendas y cristianización. Análisis pragmático de documentos jurídico-administrativos del Perú del siglo XVI. Piura: Fondo de Humanidades UDEP, 2013; 213 S.; ISBN 978-9972-48-157-4.
- Redobles por Manuel Scorza. Selección de artículos. München, Epubli, 2021; 144 S.; ISBN 978-3-7531-5735-1.
- Novelando Iberoamérica Hispana en el Siglo XXI. Comentarios y reseñas de novelas. München: Epubli, 2021; 72 S.; ISBN 978-3-7549-3647-4.
- Magia y fantasía en la obra de Manuel Scorza. Hacia una reflexión estructural de la guerra silenciosa. (3. Ed.) München: Epubli, 2023; 132 S.; ISBN 978-3-7584-0738-3.

### Herausgeberschaften
- (Hrsg.) Dossier: El español en los Andes coloniales: textos, autores y discursos. ALLPANCHIS 79, IPA-Cuzco 2012; ISNN 0252-8835; 176 S.
- (Hrsg.) Dossier: Revistas culturales fundacionales del Perú de entresiglos (XIX-XX). MESA REDONDA (Neue Folge) 37, ISLA - Universität Augsburg, 2021; ISNN 0946-5030; 165 S.

## Auszeichnungen
- 2021 Stipendium Junge Kunst und neue Wege des Bayerischen Staatsministeriums für Wissenschaft und Kunst.
- 2022 Radial-Stipendium des Deutschen Übersetzerfonds (Neustart Kultur-Programm aus Mittel der Beauftragten der Bundesregierung für Kultur und Medien).[12]